# Bangs
Bangs je priimek več znanih ljudi:
- John Kendrick Bangs (1862–1922), ameriški humorist
- Lester Bangs (1949–1982), ameriški glasbenik in novinar
- Outram Bangs (1863–1932), ameriški zoolog